# Ryszard M. Małajny
Ryszard Mariusz Małajny (ur. 15 grudnia 1953 w Krośnie Odrzańskim, zm. 16 lutego 2018) – polski prawnik, profesor nauk prawnych, profesor zwyczajny Wydziału Prawa i Administracji Uniwersytetu Śląskiego, specjalista w zakresie prawa konstytucyjnego, doktryn politycznych i prawnych oraz prawa wyznaniowego.

## Wykształcenie i kariera naukowa
Absolwent Wydziału Prawa i Administracji Uniwersytetu Wrocławskiego (1975). W 1978 na podstawie napisanej pod kierunkiem Eugeniusza Zwierzchowskiego rozprawy pt. Zasada rozdziału kościoła od państwa w Stanach Zjednoczonych Ameryki (szczebel federalny) uzyskał na Wydziale Prawa i Administracji Uniwersytetu Śląskiego stopień doktora nauk prawnych. Tam też na podstawie dorobku naukowego oraz rozprawy pt. Doktryna podziału władzy „Ojców Konstytucji” USA nadano mu w 1986 stopień doktora habilitowanego nauk prawnych. W 1987 objął w Uniwersytecie Śląskim stanowisko docenta, w 1992 profesora uczelnianego. W 1994 prezydent RP Lech Wałęsa nadał mu tytuł profesora nauk prawnych. W 2000 objął stanowisko profesora zwyczajnego Uniwersytetu Śląskiego.
Był kierownikiem Katedry Prawa Konstytucyjnego Wydziału Prawa i Administracji Uniwersytetu Śląskiego.
Członek Międzynarodowego Stowarzyszenia Prawa Konstytucyjnego i Polskiego Towarzystwa Prawa Wyznaniowego.
Zmarł 16 lutego 2018. Pogrzeb odbył się 21 lutego 2018. Został pochowany na cmentarzu w Kobiórze.

## Ważniejsze publikacje
- Doktryna podziału władzy „Ojców Konstytucji” USA, Katowice 1985.
- Pozycja ustrojowa Kongresu USA, 3 tomy: Katowice 1991, 1992, 1995.
- „Mur separacji” – państwo a kościół w Stanach Zjednoczonych Ameryki, Katowice 1992.
- Trzy teorie podzielonej władzy, 2 wydania: Warszawa 2001, Katowice 2003.
- Konstytucjonalizm a doktryny polityczno-prawne – najnowsze kierunki badań (redakcja naukowa: Ryszard M. Małajny), Katowice 2008.
- Amerykański prezydencjalizm, Warszawa 2012.
- Polskie prawo konstytucyjne na tle porównawczym (redakcja naukowa: Ryszard M. Małajny), Warszawa 2013.

## Odznaczenia
- Złoty Krzyż Zasługi (1993)[4]
- Krzyż Kawalerski Orderu Odrodzenia Polski (2014)[5]